# São Fernando (Califórnia)
São Fernando (em inglês:   e espanhol: San Fernando) é uma cidade localizada no estado americano da Califórnia, no condado de Los Angeles. Foi incorporada em 31 de agosto de 1911.

## Geografia
De acordo com o United States Census Bureau, a cidade tem uma área de 6,1 km², onde todos os 6,1 km² estão cobertos por terra.

### Localidades na vizinhança
O diagrama seguinte representa as localidades num raio de 24 km ao redor de San Fernando.

## Demografia
Segundo o censo nacional de 2010, a sua população é de 23 645 habitantes e sua densidade populacional é de 3 852,06 hab/km². Possui 6 291 residências, que resulta em uma densidade de 1 024,88 residências/km².